# RA 9 (Italië)
De RA 9 of Raccordo Autostradale di Benevento is een Italiaanse Raccordo Autostradale in de provincie van Benevento. 
De RA 9 vormt de verbinding tussen de autosnelweg A16 en de stad Benevento. De RA 9 is 12 kilometer lang.